# センチメンタル・ジャーニー (レス・ブラウン楽団の曲)
『センチメンタル・ジャーニー』 (Sentimental Journey) は、アメリカ合衆国のポピュラーソング。作曲はレス・ブラウン、ベン・ホーマー、作詞はバド・グリーン。『感傷旅行』の邦題で呼ばれることもある。 
レス・ブラウン楽団の楽曲として1944年に製作された。当時、楽団の専属歌手だったドリス・デイ歌唱によるレコードが1945年にリリースされ、ミリオンセラーとなった。ちょうど曲のリリースと第二次世界大戦の欧州戦線における終戦とが一致し、多くの退役軍人の間で非公式に帰省のテーマ曲とされた。
レコードはコロムビア・レコードからリリースされ、ビルボードでは1945年3月29日に1位を獲得。以降、23週に渡ってチャートの1位を獲得した。
後にジャズのスタンダード・ナンバーとなり、多くのアーティストによってカバーされている。

## 日本人によるカバー
- シバ
  - 1973年 セカンドアルバム『コスモスによせる』において日本語歌詞のバージョンを発表。
- 浅川マキ
  - 1976年 『灯ともし頃 MAKI VII』において日本語歌詞のバージョンを発表。日本語詞は浅川マキ。